# Tascia instructa
Tascia instructa là một loài bướm đêm thuộc họ Zygaenidae. Loài này có ở Cộng hòa Dân chủ Congo, Liberia và Sierra Leone.